# Ergavia stigmaria
Ergavia stigmaria là một loài bướm đêm trong họ Geometridae.